# Échelle ZZ
L'échelle ZZ est une échelle utilisée pour les trains miniatures.
Elle correspond à une échelle de 1:300, ce qui fait un écartement des rails de 4,8 mm pour l'écartement standard.

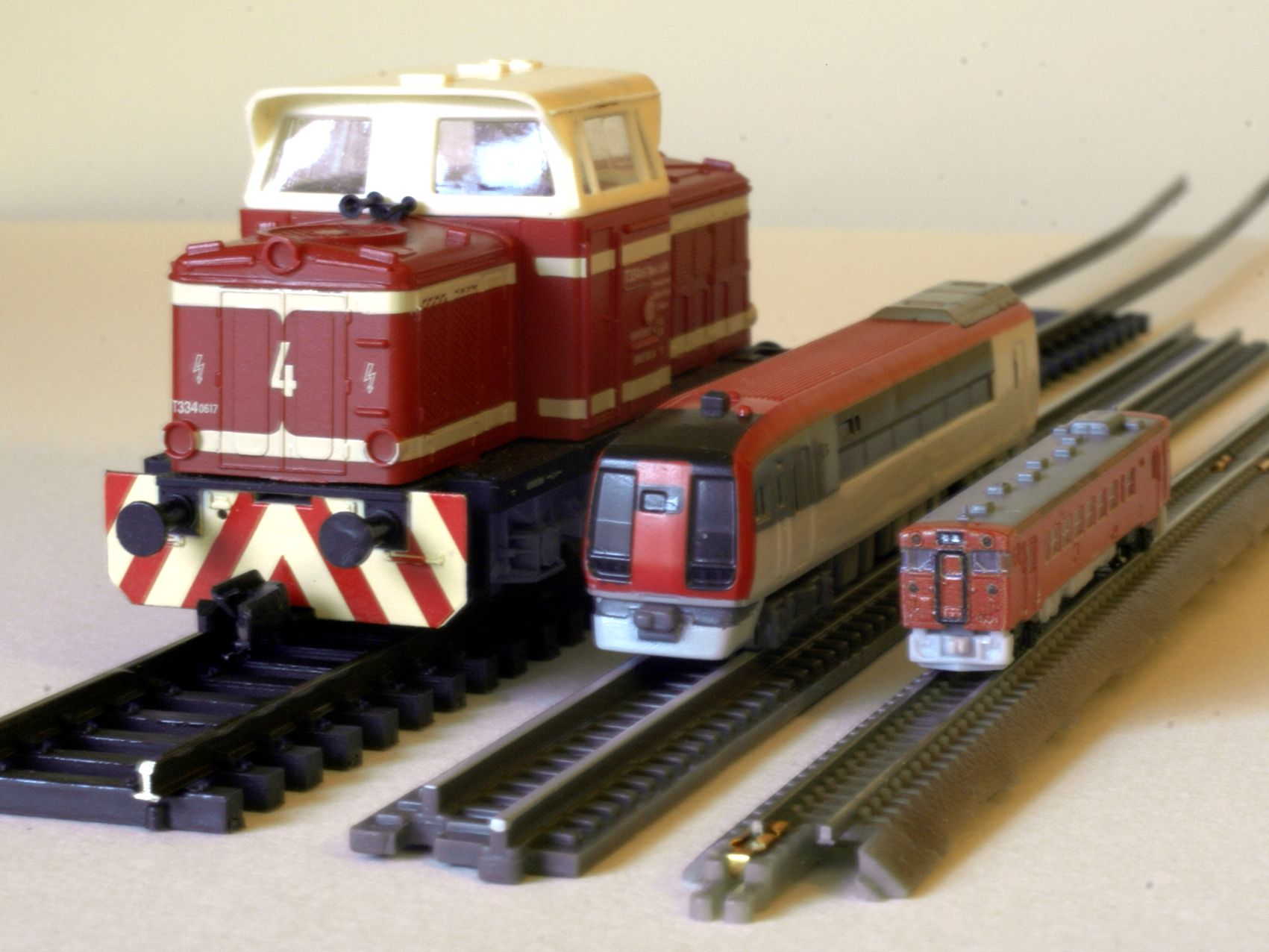
trains à léchelle TT, ZZ et T